# Ratchka
La Ratchka (russe : Рачка) est une rivière affluente de la Moskova située dans le centre de Moscou, donc un sous-affluent de la Volga, par l'Oka.

## Histoire
En 1740, elle cause l'effondrement de l'église de la Trinité et depuis le milieu du XVIIIe siècle la rivière est canalisée et souterraine (mais elle était encore notée sur un plan de la ville de 1805). En août 2005 une rupture de la canalisation a engendré un affaissement de la voirie rue de la Iaouza, rappelant aux habitants l'existence de ce petit cours d'eau.

## Géographie
Elle prend sa source à Tchistye Proudy et coule sur 1,8 km sous les rues Kolpatchny, Podkopaïevski avant de se jeter dans la Moskova un peu en amont de l'embouchure de la Iaouza. Son bassin représente 1,5 km2.